# 河合義文
河合 義文（かわい よしふみ、1869年（明治2年）5月 - 没年不詳）は、日本の教育者・数学者。

## 経歴
富山県出身、第一高等中学校卒業、1894年（明治27年）、東京帝国大学理科大学物理学科を卒業すると1895年に現・金沢市の第四高等学校教授に就任、やがて四高生の風紀の乱れを嘆く北条時敬校長に応え、1897年（明治33年）頃から「三々会」という修養の集まりに講師として西田幾太郎、堀維孝、三竹鉄五郎らと参加する。主担当の数学を教えるかたわら、1910年（明治43年度）から1916年（大正5年度）のあいだの5年間、物理担当の西英盛（明治5年生まれ）をたすけて大学で専攻した物理学も教えた。
1913年1月と9月（44歳前後）に学術調査のため出張を承認されている。還暦を挟んで1928年度（昭和3年）から1931年度（昭和7年春）まで松江高等学校校長を務める。
1920年代には大学受験雑誌上で数学を解説し、1931年には自らもその雑誌に受験を経て名を遂げたひとりとして取材された。

## 主な著作
書籍
- 河合義文『高等学校理科用 数学教科書』第1巻（三角法）、北辰書院、1928年。NCID BA88999685。
- 務台理作 等 編「西田君の人と成り」『西田幾多郎 : その人と学』鈴木大拙 等、大東出版社、1948年、47-56頁。doi:10.11501/1038598。全国書誌番号:46001420。コマ番号0029.jp2-、国立国会図書館／図書館送信参加館内公開。

雑誌
- 研究社『受験と学生』に寄稿、掲載号は国立国会図書館内で閲覧できる[12]。
  - 第3巻第5号「数学受験注意十七ヶ条」、p28-29 (0023.jp2)、1920年5月。
  - 第4巻第7号「数学受験者の六欠陥」p12-13 (0016.jp2)、1921年7月。
  - 第5巻第1号 NDLJP:3554717「一月より三月迄の短期能率的準備法 合格不合格の分岐点――どんな答案が不合格か」、1922年1月、p.84-96、p.97-102（コマ番号0067.jp2-）。寄稿者は竹内時男、須藤兼吉、岡田實麿、中村直勝、八波則吉、林原耕三、山田準、内藤智秀、池田清、渡邊謙二、勝田孝興ほか。
  - 第6巻第1号「最少時間を以って最大効果を収むる受験凖備法（数学）」p.90 (0081.jp2)、第2号「(数学)」p.4-5 (0025.jp2)、第10号「(数学)一生の破壊より免るるには」p.3-5 (0005.jp2)、1923年1月-10月。
  - 第7巻第6号「懸賞誌上模擬試験問題 (代数)」p.107 (0075.jp2)、1924年6月。
  - 第9巻第11号「中学四年修了者と卒業者との比較」p.133-134 (0117.jp2)、1926年11月。
  - 第10巻第3号「(数学)」p.14-15 (0038.jp2)、第11号「(数学)新傾向は従者への福音」p.144-146 (0125.jp2)、1927年3月、10月。
  - 第11巻第4号「問題の考え方と答案の巧拙」p.60-62 (0056.jp2)、1928年4月。

## 栄誉栄典
- 高等官六等従七位 1897年（明治30年）2月22日[13]
- 1903年（明治36年）10月10日 - 正六位[14]